# 宇宙英雄ペリー・ローダンの架空の兵器一覧
宇宙英雄ペリー・ローダンの架空の兵器一覧（うちゅうえいゆうペリー・ローダンのかくうのへいきいちらん）は、SF小説『宇宙英雄ペリー・ローダン』シリーズに登場する架空の兵器一覧である。文末の第○巻というのは、その用語が初登場した日本語版の巻数。

## 艦船

### テラナーの艦船
テラの宇宙艦はアルコン直系の「赤道環つき球形」が基本デザインである。赤道環部が通常推進機関、その上下が格納庫エリア、南極部が超光速推進機関という配置。艦のサイズは数種類に固定されているが、兵装などは時代によって変化し続けている。
なお、USOも一部を除きテラと同型艦を使用している。

#### ギャラクシス級ウルトラ戦艦
直径2,500メートル、赤道環の幅350メートル。乗員5,000名。搭載艇50隻、複座戦闘機500機。兵装はトランスフォーム砲60門、四重のバリアなど。アンドロメダ戦中の2404年に1番艦《クレストIII》が就役、以後千年以上に渡って太陽系艦隊の最強艦となる。
アリストテレス
冥王星軌道付近でドランと交戦、モスキートを射出した。ハイル・ヌガタ中佐率いる第四モスキート大隊の母艦。第175巻。
インターソラー
3430年ごろのローダンの旗艦。特別にエモシオ航法士が2名乗り込んでいる。ワリング・コンヴァーターによる航続距離1,000万光年。最大加速価毎秒毎秒720キロメートル。武装としてパラトロン・バリア、出力4000ギガトン射程1,500万キロメートルのトランスフォーム砲60門。《マルコ・ポーロ》がローダンの旗艦となったあとは、レジナルド・ブルの旗艦となった。第200巻。
【乗員】
- 艦長 ： エラス・コロム＝カン大佐
- 副長 ： センコ・アフラト中佐
- 副長補 ： トレック・ラキュエール少佐
- 通信センター責任者 ： ドナルド・フレイヤー少佐
- 首席火器管制将校 ： ペコ・クアザ少佐
- 首席探知将校 ： アタロ・クスミ少佐
- 機関長 ： ネムス・カヴァルディ中佐
- 首席物理学者 ： レヌス・アハスペレ博士
- 首席宇宙心理学者 ： ツナル・エイスベルト博士
- 首席内科医 ： コモ・セレンティ教授
- 特別任務将校 ： ゴシェ・マルン少尉

インペラトールIII
2435年当時のアトランの旗艦。第150巻。
【乗員】
- 艦長 ： ギス・レイト大佐
- 先任火器管制将校 ： スコール・カンドレーテ少佐
- 通信下士官 ： ノリス・メネール軍曹

インペラトールVII
第283巻。
ヴェスパシアン
第156巻。
クリストファー・コロンブス
新アインシュタイン帝国所属艦。マークスとコンタクトするために出動した。第361巻。
クレストIII
2404年当時のローダンの旗艦で、ギャラクシス級一番艦。アンドロメダ大戦において常に最前線で戦った。コンパクト・カルプを3基搭載し、合計航続距離120万光年。最大加速価は毎秒毎秒650キロメートル。1,000ギガトンのトランスフォーム砲60門、HÜバリア装備。トランスフォーム砲の発射間隔は7秒。砲塔が加熱するため20連射が限界。艦中央部にある指令部は独立をした重装甲の宇宙艇であり、船体破壊時には司令部ごと脱出可能。第125巻。
【乗員】
- 艦長 ： カルト・ルド大佐
- 副長 ： ブレント・ホイゼ中佐
- 副長補 ： ジャリー・セデンコ少佐
- 探知センター責任者 ： エンリコ・ノタミ少佐
- 通信センター責任者 ： キンザー・フーリー少佐
- 機関長 ： ベルト・ヘフリッヒ少佐
- 首席火器管制将校 ： チェロ・ウィフィアート少佐
- 第一搭載艇軽戦隊隊長 ： ドン・レッドホース少佐
- 第五搭載艇軽戦隊隊長 ： スヴェン・ヘンダーソン少佐
- ロボット・コマンド指揮官 ： ノロ・カガト少佐
- モスキート戦隊指揮官 ： コール・マッキショット少佐
- 首席軍医 ： ラルフ・アルトゥア博士
- 首席物理学者 ： スペンサー・ホルフィング博士
- 首席数学者 ： ホン・カオ博士
- 首席主計官 ： カート・バーナード少佐
- オーシー・オーソン大尉
- フィンチ・エイゼマン大尉
- アイノ・ウワノク大尉
- コンラッド・ノジンスキー大尉
- イシェ・モグー少尉
- ドラヴ・ヘグマー少尉
- ソン・フンハ少尉

クレストIV
2435年当時のローダンの旗艦で、のちにM-87に飛ばされた艦。コンパクト・カルプを4基搭載し、合計航続距離480万光年。出力2,000ギガトン、射程700万キロメートルのトランスフォーム砲60門、HÜバリア装備。ディメトランス・エンジンを搭載できる設計ではなかったため、放棄された。亜光速で故郷銀河系へ飛行中。第150巻。
【乗員】
- 艦長 ： メルリン・アクラン大佐
- 副長 ： イシェ・モグー中佐
- 副長補 ： ドラヴ・ヘグマー少佐
- 探知センター責任者 ： オーヴェ・コニツキー少佐
- 通信センター責任者 ： ワイ・トン少佐
- 機関長 ： ベルト・ヘフリッヒ中佐
- 首席火器管制将校 ： ジョー・ワイデンブラーク少佐
- 第一搭載艇軽戦隊司令 ： ホレ・ホーレ少佐
- 第二搭載艇軽戦隊司令 ： パンダル・ルネーテ少佐
- 第三搭載艇軽戦隊司令 ： チャイ・クールー少佐
- 第四搭載艇軽戦隊司令 ： ロナルド・ケラー少佐
- 第五搭載艇軽戦隊司令 ： ボブ・マッキソム少佐
- 陸戦隊司令 ： ホセ・アルカラ大尉
- 技術将校 ： スウェンダル・リーツェル
- 首席軍医 ： ラルフ・アルトゥア博士
- 首席心理学者 ： チュ・ピアオ＝テー教授
- 心理学者 ： アイリーン・ダクラン教授
- 首席物理学者 ： ジャン・ベリオ博士
- 首席数学者 ： ヨーゼフ・リーバー博士
- ゲオルグ・テルミノフ少尉
- ロスコー・ポインデクスター候補生

クレストV
置き去りにした《クレストIV》に代わるローダンの旗艦。FpF装置を装備。188巻。
クレストXII
30世紀初頭、第二次遺伝子危機当時の旗艦。
【乗員】
- 艦長 ： ザヴェト大佐
- 小規模上陸コマンド指揮官 ： シム・オゴト少佐
- 通信士 ： スパークス
- 探知センター主任 ： トヨ・アナカイ

ジェネラル・デリングハウス
ジョン・マーシャル
第274巻。
スヴェン・ヘディン
新アインシュタイン帝国所属艦。マークスとコンタクトするために出動した。第361巻。
セオデリックII
《クレストIV》が失踪中の間、その影武者をつとめた艦。艦長はノルグ・エトロン大佐。第166巻。
ダブリファラ
ダブリファ帝国艦隊旗艦。ベンクラフト・ライトメリッツ提督の座乗艦。第202巻。
ティフラー
惑星ベイネルトを占領する特殊陸戦隊を乗せていた。第186巻。
テラニア
太陽系第11戦闘艦隊旗艦。ヴァスガ・リークハウス提督の座乗艦。第202巻。
トソマ(ギャラクシス級)
2435年当時のUSO第14重攻撃艦隊旗艦。第154巻。
ドマロ
ダブリファ帝国と中央銀河ユニオンの連合艦隊の旗艦で、皇帝ダブリファとホガ・メロントゥス提督の座乗艦。艦長はホラチオ大佐。第225巻。
ノメ・チャト
レジナルド・ブルがローダンに死の衛星についての情報を伝えるため、ラストマン凝集星団まで来るのに使用した超弩級戦艦。第217巻。
パナトレイラ
第196防衛艦隊旗艦。ロン・テンタシー将軍の座乗艦。第217巻。
パラケルスス
新アインシュタイン帝国所属艦。マークスとコンタクトするために出動した。艦長はエモシオ航法士のマッコ・ローマ。第361巻。
ブルーリッジ・マウンテン
新アインシュタイン帝国所属。ギャラクティカー会議の会議場として、惑星ガイアで特別に作られた超弩級戦艦。第363巻。
フレイト元帥
オールド・マンを監視する警備艦隊2万隻の旗艦。レジナルド・ブル座乗。第155巻。
ポセイドン
レジナルド・ブルの旗艦。艦長はニグダン・バレメ大佐。第217巻。
ルビコン

レムリア
ティフラー率いる本国艦隊旗艦。第200巻。
ロッド・ニッセン
第144巻。
超弩級戦闘母艦マルコ・ポーロ
直径2,500メートル、軽巡洋艦50隻、搭載艇50隻など。乗員8,000名。ディメセクスタ・エンジンを搭載し、目視飛行による銀河間航行が可能となった。リニア・エンジンによる航続距離は1,200万光年。インパルス・エンジン20基の合計推力は最大3,000万メガポンド。12基の大発電機の合計出力は9億6,000万メガワット。最大加速価毎秒毎秒720キロメートル。3437年、グルエルフィン銀河への遠征に投入された（初期は「母艦クラス」との訳も）。
【乗員】
- 艦長 ： エラス・コロム＝カン大佐（パキスタン系テラナー）
- 第一艦長代行 ： ハルトム・マニス大佐（エルトルス人）
- 次席艦長代行 ： トロナル・カソム大佐（エルトルス人）
- 首席航法士 ： センコ・アフラト中佐
- 副長補／次席エモシオ航法士 ： メントロ・コスム少佐
- 機関長 ： ネムス・カヴァルディ中佐
- 第一巡洋小戦闘隊司令 ： メネシュ・クルチン中佐
- 首席火器管制将校 ： ペコ・クアザ少佐
- 首席探知将校 ： アタロ・クスミ少佐
- 通信センター責任者 ： ドナルド・フレイヤー少佐
- 首席警備将校 ： ヴェルソ・ホナドリ大尉
- 首席物理学者 ： レヌス・アハスペレ博士
- 首席数学論理学者 ： エリック・ビヒンガー博士
- 首席宇宙心理学者 ： ツナル・エイスベルト博士
- 首席外科医 ： カスポン教授
- 首席内科医 ： コモ・セレンティ教授

#### インペリウム級超弩級戦艦
直径1,500メートル、搭載艇40隻など。乗員2,000人。原形は1984年にアルコンから奪取したウニヴェルズム級戦艦《ヴィースト・アーク》。2040年代からは地球でも建造できるようになった。千五百年以上艦隊を支える主力であり続けた。
アトラン

アレクサンダー

アローラ
【乗員】
- 艦長 ： ローレ・ナイハル提督
- 副長 ： パーガット少佐
- 航法士 ： デヴィラグ少尉

インペラトール
【乗員】
- 艦長 ： ヘスケ・アルリン大佐

ウェリントン

ヴォルテール
ツイン星系に進出した太陽系艦隊8,000隻のうちの一隻。マークス要塞との戦闘でコンヴァーター砲を食らい、消滅した。艦長はイスマイル・ベン・ラバト大佐、首席軍医はラウール・フィネストル博士。第109巻。
エリック・マノリ
【乗員】
- 艦長 ： コルス・ダントゥル大佐
- 通信士 ： ダンドロイン
- 首席生物学者 ： アンダース・ニールソン
- 首席物理学者 ： ケルントナー博士

カエサル
【乗員】
- 艦長 ： スクリル大佐
- 副長 ： ブロコフ少佐
- 航法士 ： ヘンダーソン大尉

ガリバルディ

クビライ・カン
アルコン帝国のヴィースト·アークを奪還したのち、生産された初期の艦艇で、アルコン技術を踏襲した水準。クビライ·カンとドルススは例外的に、フィクティヴ転送機を搭載している。
グリーニ

クレスト
2320年代の旗艦。プロフォス軍に撃沈された。
クレストII
ギャラクシス級戦艦を設計するためのデータを取るため建造された。外観はインペリウム級戦艦と変わらないものの、小型カルプを搭載するなど装備は一歩進んでいた。第100巻。
【乗員】
- 艦長 ： カルト・ルド大佐
- 副長／首席航法将校 ： ブレント・ホイゼ中佐
- 副長補／次席航法将校 ： ジャリー・セデンコ少佐
- 機関長 ： ベルト・ヘフリッヒ少佐
- 首席火器管制将校 ： チェロ・ウィファート少佐
- 探知ステーション責任者 ： エンリコ・ノタミ少佐
- 通信ステーション責任者 ： キンザー・フーリー少佐
- 特別陸戦隊指揮官 ： ドン・レッドホース大尉
- 首席軍医 ： ラルフ・アルトゥア少佐
- 首席物理学者 ： スペンサー・ホルフィング博士
- 首席数学者 ： ホン・カオ博士
- 首席主計官 ： カート・バーナード少佐

コロンブス

ジェネラル・パウンダー

スーパーノヴァ

セオデリック

タイタン
旧名《ヴィースト・アーク》。アルコン帝国のウニヴェルズム級戦艦で、ロボット摂政から奪取した後、正式に譲り受けた。インペリウム級戦艦の手本となった。第19巻。
トーラ
《クレスト》撃沈の後、太陽系帝国艦隊の旗艦となった。
ドルスス
ガニメードに続く、太陽系帝国の二代目旗艦。ドルーフとの戦いで威力を発揮しリニア艦が実戦配置されてからも、なおしばらく旗艦としての任務に留まった。フィクティブ転送機を搭載する。
ナポレオン
カハロを発見した戦艦《モヒカン》の救難信号を受け、現場に急行した艦隊の旗艦。レジナルド・ブルとジュリアン・ティフラーが座乗。第107巻。
バルバロッサ

ハンニバル

ペリクレス
ツイン星系に進出した太陽系艦隊8,000隻の旗艦。ジュリアン・ティフラー座乗艦。艦長はハイレ・トロントル大佐。第108巻。
マクシミリアン

ラスプーチン
ツイン星系に進出した太陽系艦隊8,000隻の旗艦。ジュリアン・ティフラー座乗艦。第109巻。
【乗員】
- 艦長 ： ハイレ・トロントル大佐
- 副長 ： ピエール・ラロシュ少佐
- 首席通信士 ： トラヴェルネクス大尉
- 転送機チーム ： ブロッシュ大尉
- 転送機チーム ： イブラヒム少尉

ラワナ
インペリウム級の特務艦。内装を取り払ってハイパーインメストロンを搭載。
ワシントン
2436年当時の新造戦艦。200名のコマンドとレジナルド・ブルを乗せ、ヴェガ星系第六惑星ピゲルで時間実験をしていたアコン人基地の制圧にあたった。アコン人の時間攻撃により一時的に1943年のスターリングラード上空に出現、しかし完全に過去に転送するにはエネルギーが足りず、現在界に復帰した。艦長はファロン・ヒレンデル大佐、副長はニューパート・クルーク少佐。第177巻。

#### スターダスト級戦艦
直径800メートル、搭載艇12隻など。乗員1400人。原形は1975年にトプシダーから奪取した（トプシダーはさらにアルコンから奪取したらしい）アルコンのインペリウム級。主に植民地防衛艦隊で就役。民間への転用も多い。
アイアンデューク
旗艦として初のリニア・エンジン搭載艦。2102年就役。
【乗員】
- 艦長 ： ジェフェ・クロードリン大佐
- 副長／首席航法将校 ： ハンツ・クレフェンバック少佐（のちに2代目艦長）
- 機関長 ： スライド・ナクロ大尉
- 首席火器管制将校 ： ブラゾ・アルケル少尉
- 特殊任務コマンド指揮官 ： マハウト・シクラ少尉
- ロボット部隊指揮官 ： スタナ・ノリノフ少尉
- 探知士 ： イェンス・アフェルマン

オマゾ

スターダストII
初代旗艦。1975年にトプシダーから奪取したアルコンのインペリウム級。最大加速価毎秒毎秒500キロメートル、一回での最大遷移距離は3万5,000光年。運用には最低300名、定員3,000名の乗員が必要。第5巻。
フェドリア

プロフェイラ
カハロ星域における輸送船《キタラ》の捜索に加わり、発見した艦。艦長はフェリペ・アスタラ大佐、副長はポール・ケナン少佐。第113巻。
モヒカン
カハロを再発見した艦。発見後、鉛筆型宇宙船に撃墜された。艦長はフェロ・クライシュ大佐。第107巻。

#### ソラー級巡洋戦艦
直径500メートル、搭載艇8隻。乗員800人。
アスバヤ
【乗員】
- 艦長 ： トーマ・ヘリシュ大佐
- 探知士 ： ヴェッツラー少尉
- 火器管制 ： チムプリヒ少尉
- 通信士 ： スパークス

アリバラ
ダブリファ帝国の500メートル級球型調査船。新型の探知施設と高加速の特殊エンジンを備えており、太陽系の捜索任務に当たっていた。船長はトロナル・カソム。第217巻。
アルデラミン

オサゲ
【乗員】
- 戦隊司令 ： ポスカノフ大佐
- 艦長 ： ハウアー中佐

オリノコ
古い形式の巡洋戦艦を改修して近代化した艦。1,000ギガトン級を含むトランスフォーム砲10門、航続距離120万光年、コルヴェット8隻、スペース＝ジェット10機。乗員800名。M-87から帰還し惑星“帰郷”に不時着したローダンたちを発見、コルヴェットに収容したが、《オリノコ》はドランと相討ちになった。第185巻。
【乗員】
- 艦長 ： ヴィヴィアー・ボンテイナー中佐
- 副長 ： ジョン・サンダ
- 火器管制将校 ： ケン・スコット
- オームフ・アンバー

ガガーリン
24=36D-ITA生産型の一隻。2436年4月末までに生産されたFpF装置101基のうち一つが装備され、テラ防衛線に投入された。艦長はジェリー・アダモフ中佐。第175巻。
ゴナパラ
単艦でブルー族宙域に進出し、収容所からテラナー捕虜2,000名を解放した。艦長はメネシュ・クルチン。第225巻。
シリウス

スコット
カハロを発見した戦艦《モヒカン》の救難信号をキャッチし、現場に急行した三隻のうちの一隻。鉛筆型宇宙船と交戦し、あとかたもなく爆散した。第107巻。
ダラ・ギルガマ

ダウントゥ

ハロン
カハロを発見した戦艦《モヒカン》の救難信号をキャッチし、現場に急行した三隻のうちの一隻。鉛筆型宇宙船と交戦し、撃沈された。第107巻。
ブラック・ヒルズ

ホルフェ
カハロを発見した戦艦《モヒカン》の救難信号をキャッチし、現場に急行した三隻のうちの一隻。鉛筆型宇宙船と交戦し、撃沈された。第107巻。
ライオン
惑星ローストからローダンを救出した艦。トランスフォーム砲を7門装備。最大加速価毎秒毎秒600キロメートル。オタマジャクシを3隻搭載。第96巻。
【乗員】
- 艦長 ： ノメ・チャト中佐
- 副長 ： ダン・ピコット少佐
- 首席通信士 ： スパークス・ドーソン
- 首席論理担当 ： デュプレーヌ
- ウォルト・ヘイトマン大尉
- ヴァートリッジ大尉
- ソワ・ネトロノフ少尉

ライオンII

ワイオミング
24=36D=ITA生産型の一隻。軽巡《コロンボ》に搭載されていたFpF装置はこの艦の上極砲に付け替えられた。1,000ギガトン級トランスフォーム砲10門、最大加速価毎秒毎秒800キロメートル、コンパクト・カルプを3基搭載し、合計航続距離120万光年、二重のHÜバリア。第167巻。
【乗員】
- 艦長 ： ドン・レッドホース大佐
- 副長 ： シャンカル・シグペン中佐
- 副長補 ： サラン・コスニック少佐
- 火器管制将校 ： ロアン・フラコニー少佐
- 探知担当将校 ： ケニヤッタ・テランタイン少佐
- ツァハリー・パラル大尉
- スピノザ

#### 重巡洋艦
基本的に直径200メートル、乗員400人。アルコンを手本にテラで最初に建造された球形艦も重巡洋艦だった。
アイノ

アラスカ

オマロン

ケントゥリオ

ジェミニ

ソラー・システム
　太陽系帝国の祖となる第三勢力がギャラクト・シティで建造したはじめての宇宙艦。僚艦はテラ。1980年に就航した。

ティベタ
地球から1万光年離れた場所で待機ポジションについていたが、太陽系消滅のうわさが広まり、乗員の叛乱がおきかけた。第210巻。
【乗員】
- 艦長 ： プファーリンガー大佐
- 技術部 ： バルビー大尉
- 通信センター ： クリッフ・ノルトベルク少尉
- 通信センター ： エリー・ファンタス
- マイザー候補生

ティモール
直径250メートルの最新式重巡洋艦。惑星アスポルクの調査に乗り出したローダンが使用した。2,000ギガトン級トランスフォーム砲8門、パラトロン・バリア、最大加速価毎秒毎秒835キロメートル、ワリング・コンヴァーター2基の合計航続距離160万光年、乗員200名。研究設備も充実している。艦長はメントロ・コスム。第286巻。
テラ

ノスタサ
ローダンが“それ”の真意を問うために人工惑星ワンダラーへ出向くのに使用した。直径200メートル、乗員400名。艦長はテン・ホガード大佐。第76巻。
バガロ

ファンタジー
リニア・エンジンの実験艦。偶然から、アコン人の本拠であるブルーの星系を発見した。その後爆発事故があり、艦は失われた。生存者は82名。主エネルギー・ステーション5基の合計出力22万メガワット、火器用エネルギー・ステーション出力は4万3,000メガワット。リニア・エンジン用にスペースをとられたため、インパルス・エンジンは6基のみ。武装も貧弱。乗員300名。第50巻。
【乗員】
- 艦長 ： ジェフェ・クロードリン大佐
- 副長 ： ハンツ・クレフェンバック少佐
- 機関長 ： スライド・ナクロ大尉
- 首席火器管制将校 ： ブラゾ・アルケル少尉
- 火器管制将校 ： スタナ・ノリノフ少尉
- アルノ・カルプ博士
- カルル・リープザーム博士

ヘリポン

ボルタ
USOの前身である「第3課」所属の艦。
【乗員】
- 艦長 ： ナイク・キント大佐
- 艦長代行 ： レックス・エリントン中佐
- ロン・ランドリー少佐
- ラリー・ランダル大尉
- ロフティ・パターソン

マルス
ローダン捜索中のオタマジャクシ《トラムプ》と無線で連絡を取り、ポジション申告を求めた。艦長はフラー。第95巻。
ラルフ・トルステン

#### 軽巡洋艦
基本的に直径100メートル、乗員150人。
X-1
アイルランド
国名クラス。《アンドロテストI》乗員と顔合わせに来たレジナルド・ブルとアラン・D・マーカントが使用した。第105巻。
アカプルコ

アガノン
通報巡洋艦。デイトンの執務室の窓からスタートするところが見えた。第200巻。
アークティック

アスベシ

アトランタ
都市名クラス。バアロル司祭ハルク・トノスによるリバルド・コレッロに関する通報を受け、USO上層部に情報を回した。その後受けた命令により惑星ガラネルを偵察中、乗員すべてがリバルド・コレッロの影響下に置かれたが、保安ポジトロニクスが乗員の脳波パターン異常を察知、艦は自爆した。第208巻。
【乗員】
- 艦長 ： ペリコーネ・ホイブライン少佐
- 副長 ： ワイレ・ルドフ中尉
- 首席軍医 ： メロディム・グランナー

アロント
プロフォス所属。レジナルド・ブルをプロフォスからラスト・ホープまで運んできた。第167巻。
アンホマル

インファント
直径90メートルの軽巡。アルコン帝国を攻撃するようにドルーフを焚きつける作戦のため、脱走兵に扮したティフラーたちが太陽系艦隊から盗み出した艦。エンジンが貧弱で、光速の99.8%に達するまで半時間かかる。2043年当時ではすでに老朽艦で、同クラスはこれ一隻のみ現存していた。第41巻。
【乗員】
- 艦長 ： ジュリアン・ティフラー大佐
- フランクリン・ルブコフ少尉
- フライバーグ軍曹

ヴァヌート

ウプサラ
【乗員】
- 艦長 ： アレクサンダー・セマージン少佐
- 副長 ： ヘロルド・ピュハーン少尉
- 通信士 ： イフラント
- エリス・ケドリック

エチオピア
惑星マヴェリックに集結中のアッカローリー船30隻を探知し、艦隊本部へ知らせた。艦長はフルディン少佐。第204巻。
エル・カヒーラ

オーストリア
国名クラス。
ガウス
【乗員】
- 艦長 ： ハル・メンター少佐
- 通信士 ： ルイジ・テラリーニ
- 探知士 ： フー＝トゥン

カッソ
警備巡洋艦。カハロ星域を遊弋中、輸送船《キタラ》乗員ビング・ハルガンの遺体を収容し、ハルゴール・セルルンドら5人のスパイ疑惑を決定付けた。艦長はヒラー・キンゼイ中佐。第113巻。
カービュラ

ガモス
《ヌシス》と同型の警備巡洋艦。《ヌシス》艦長からの救難信号を受け、惑星ホヌルへ着陸したところ、スプリンガーの侵入を許し、艦の一部を占拠された。艦長はラプス少佐、副長はロジャース大尉。第76巻。
ガラポリ
2909年当時の艦。艦長はラインコ・ハマーズ。難破していたジョーク・カスカルたちを拾い上げ、力を貸した。惑星コレッロで攻撃され破壊された。第206巻。
カリフォルニア
国名クラス。
【乗員】
- 1代艦長 ： バルドゥル・ジケルマン中佐
- 2代艦長 ： クライド・オスタル少佐
- 3代艦長 ： マルセル・ルゥ大尉
- 4代艦長 ： ジュリアン・ティフラー大佐
- アルヌルフ・シェルドソン博士

カルタゴ
都市名クラス。物質の橋の偵察任務に当たった。第194巻。
【乗員】
- 艦長 ： エディ・ブルケ少佐
- 副長 ： カペ・ブレント
- 首席天文学者 ： ヨーゼフ・オスター
- カトナ・ハイコル中尉
- マレク・ボーコ少尉
- サルヴァトール・ヒットヘン少尉

グラノ
警戒巡洋艦。惑星ラスト・ホープ警戒艦隊所属。艦長はテム・キッシェズ少佐。ラスト・ホープ警戒艦隊に所属し、逃げるリバルド・コレッロを途中まで追ったが、艦の故障により引き返した。第216巻。
グロスニーII
中央銀河ユニオンの警戒巡洋艦。エフェレゴン星系に入ってきた《オーヴァラック》を停船させた。第209巻。
ケニア
国名クラス。重巡《ノスタサ》に乗っているローダンへ細胞活性装置を送り届けた。第76巻。
ケーニヒスベルク
都市名クラス。第49偵察戦隊所属。第206巻。
コロンボ
レジナルド・ブルがプロフォス訪問に利用した、艦隊で最高速クラスの艦。太陽系艦隊で初めてFpF装置を装備し、ドラン数体を屠った。第167巻。
コンドル

サヌア
ドン・レッドホース大佐率いる軽戦隊所属。艦長はホル・ヴィンセント中佐。第167巻。
シグナル
元は国名クラス。航続距離60万光年。恒星転送機の転送先を知るため、転送された後に銀河系方面へ航続距離の限界まで航行、その後自爆するようにプログラミングされた無人艦。自爆用にアルコン爆弾を1,000発搭載した。第101巻。
シティ・オブ・ローマ
新アインシュタイン帝国所属の都市名クラス。惑星グジャウトームにアトラン、ジュリンアン・ティフラー、ゲラルド・ロシグノルを運んだ。第362巻。
スケンダーラ
遠距離偵察タイプ。最大加速価毎秒毎秒800キロメートル、トランスフォーム砲2門。緊急時には艦体が壊れる危険性はあるが最大加速価を20キロメートル上乗せできる。直径16メートルの小型スペース＝ジェットを搭載。乗員150名。大マゼラン星雲と小マゼラン星雲をつなぐ物質の橋内の偵察に配置した800隻の軽巡の一隻で、ウレブと初めて接触した。食事にこだわりのある副長が艦長と共謀し、食用ブタを艦内で飼育していた。第197巻。
【乗員】
- 艦長 ： ルールセル・ハビレット少佐
- 副長 ： シン・ロデガー大尉
- 副長補 ： クラム・コフィン少尉
- 首席通信士 ： ラ・フォン
- 格納庫将校 ： トマス・ラムリー
- 砲術将校 ： ガーピーン
- 機関長代行 ： ヘルセテン・バンヤック
- 兵器担当 ： カプリコーナス軍曹
- ウェルズマイア博士
- ペンスランダー軍曹
- アルサッキー伍長
- ベンター伍長
- タステヴィン

スピルウィッグ
USOの高速巡洋艦。アラス医師コストラ・ノルをカハロまで運んだ。10万光年を4日でこなし、ぼろぼろになった。第112巻。
【乗員】
- 艦長 ： ウィンター大佐
- ブロート少尉
- シュライバー少尉
- シュテーヴェ少尉

スマトラ
中継ステーションBORG=CC=171に郵便物を運んできた軽巡。第210巻。
チュードル

テラニア

ドゥデット
都市名クラス。アウデンブルク提督の第332偵察戦隊所属。マークス戦艦から逃げ出したラカル・ウールヴァを収容した。500ギガトン級トランスフォーム砲を1門装備、最大加速価毎秒毎秒700キロメートル、乗員150名。艦長はハイメト・エル・ヤフリン少佐。第113巻。
トーキョー（東京）
トッサ・デ・マル
動きが不規則なドランを確認し、レジナルド・ブルに報告した。艦長はデッサリン少佐。第176巻。
トブルク
ドン・レッドホース大佐率いる軽戦隊旗艦。第167巻。
トロンボーン
通報艦。アラスカ・シェーデレーアを《インターソラー》まで運んできた。艦長はハルシー少佐、格納庫将校はボーモン。第209巻。
ニューポート
オールド・マンから脱出したオルリン・ラスカニのスペース＝ジェットを惑星ベイネルトまで追尾し、危機を通報した。第186巻。
【乗員】
- 艦長 ： トゥマ・モルボデ少佐
- 副長 ： ファン＝リュー大尉。
- 通信士 ： チェスター大尉
- ボルヘルト候補生

ヌシス
警備巡洋艦。パトロール中、惑星ホヌルから細胞活性装置のシグナルを受信し、着陸しようとしたところ、先に到着していたスプリンガー船《カム5》に撃墜された。第76巻。
【乗員】
- 艦長 ： フェルハク少佐
- 副長 ： フォセット大尉
- 通信士 ： ベッカー少尉
- グラビチュ候補生
- レッドストーン軍曹
- アラン・ポラード軍曹

ノスモ・ベータ
ダブリファ帝国の警戒巡洋艦。惑星ノスモに接近してきた《オーヴァラック》に船籍確認を求めた。第209巻。
ハリファックス
都市名クラス。第49偵察戦隊旗艦。第206巻。
ピニマラ
都市名クラス。クリスマスの飾り付けとして艦の外側にイルミネーションをつけており、これによってアッカローリー船との平和的コンタクトに成功した。第208巻。
【乗員】
- 艦長 ： ツイ・タン少佐
- 副長 ： アキム・ブロートザール大尉
- 探知センター主任 ： カー少尉

ビルマ
国名クラス。ドルーフ禍の時代から五十年以上にわたって第一線にあった。昇天作戦などに参加する。
フォルモサ
ブラゾ・アルケルがリニア・エンジン実験艦《ファンタジー》に乗り込む前にいた艦。第50巻。
プシュキノ

フリスコ

ベイルート
ドン・レッドホース大佐率いる軽戦隊所属。艦長はフリッツ・アイスナー少佐。第167巻。
ペンギン

マタロ
USO巡洋艦。接近しつつある反テラ連合艦隊を探知し、追跡した。艦長はミルレット。第200巻。
マバラサ
乗員は太陽系帝国からの独立を望むスクラン人で構成されている。アコン人と共謀し、SMK装置を積んで太陽をノヴァ化しようとした。グッキーとハール・デフィンに阻まれ、艦はマイクロ爆弾で破壊された。艦長はリジラト・ピケンズ少佐。第186巻。
メンフィス
初期の都市名クラスの一隻。のちにプロフォス艦隊に売却された。
モサカ

ラリー・ランダル
太陽系秘密情報局所属の通報巡洋艦。アラスカ・シェーデレーアを土星の衛星ミマスから医療惑星タフンへ輸送した。第211巻。
リトゥヴィア
国名クラス。
ルール
連絡艦。航続距離60万光年。第101巻。
【乗員】
- 艦長 ： ブラッキー・エーラース少佐
- 副長 ： エルンスト・シラー大尉
- 航法士 ： ルードシフ・ツァーン少尉
- 首席技術者 ： エッセ・ブレッドニー博士

ローデンスタード
2909年のテラ警戒巡洋艦。キルク・フォン・ホッセン艦長。第二次遺伝子危機のさい、病んだミュータントたちはこれに乗ってミマスを脱出した。第204巻。
ロートゥス
汎用性を追求した初期の頃の軽巡。2040年に軽巡洋艦としてはじめて実戦配備された。
ワルシャワ
都市名クラス。第49偵察戦隊所属。艦長はエンリケ・カルバーリ少佐。第206巻。

#### 搭載艇
グッド・ホープ級（オタマジャクシ）
近距離偵察や輸送、連絡等に使われる直径60メートルの球型搭載艇。武装や設備は貧弱である。航続距離は遷移エンジンを搭載していたころは500光年、後にリニア・エンジンを搭載したころは1万光年。
K-NAMU
太陽系秘密情報局所属のオタマジャクシ。トロナル・ウールヴァが一芝居うち、ハルゴール・セルルンドら5名のデュプロを罠にはめる作戦に使用した船。第113巻。
アルタイ
マークスの情勢を探るために結成された決死コマンド5名が使用したオタマジャクシ。マークス捕虜5名を収容するための特殊耐圧キャビンが備え付けられている。そのほか、いたるところに特殊装備が隠されていた。第111巻。
【乗員】
- ハルゴール・セルルンド少佐
- コール・ハーパー大尉
- ソン・ハオ少尉
- イマール・アーカス軍曹
- ヘゲテ・ヘガ軍曹

グッド・ホープ
トーラの調査巡洋艦に搭載されていた搭載艇。最大加速価毎秒毎秒500キロメートル。ヴェガ星系へ遠征した際、トプシダーが操るアルコンの800メートル級戦艦に攻撃され大破した。
グッド・ホープV
《スターダストII》に搭載されていた搭載艇のうちのひとつ。レジナルド・ブルとミュータントたちが金星に行くのに使われた。第11巻。
トラムプ
ネズミ＝ビーバー遠征隊が使用した、改造されたオタマジャクシ。通常のオタマジャクシには無いトランスフォーム砲を装備し、航続距離も長い。イルト20名、ウニト人30名、ウィリー10名をのせていた。ローダンを発見するも、ブルー族に攻撃され大破、放棄された。第95巻。
【乗員】
- 艦長 ： ゲッコ
- 副長 ： ズブロン
- 副操縦士 ： ブルクル
- 航法士 ： ヴルク
- 通信士 ： ストチ
- アクソ
- ウレウル
- オーク
- ビギー
- フィッピ
- ヘミ
- ボコム

コルヴェット
初代ギャラクシス級ウルトラ戦艦《クレストIII》と同時期に開発された、戦力を重視した直径60メートルの球型搭載艇。500ギガトン級トランスフォーム砲を装備し、その戦力はアコン戦艦を上回る。登場以後、太陽系艦隊の60メートル級搭載艇はすべてコルヴェットに切り替えられた。航続距離は25世紀ごろのモデルは20万光年、35世紀では80万光年。第125巻。
SZ=1=11
長距離世代宇宙船《ソル》搭載艇。“扇”の偵察飛行コマンドが使用した。機関室の制御システムに偽装した、逃走用転送機を装備していた。乗員はイホ・トロト、フェルマー・ロイド、グッキー、アラスカ・シェーデレーア。第363巻。
グッド・ホープ
過去界に置き去りにされた《ディノ3》の乗員の半数が、高次相対飛行によるウラシマ効果によって《クレストIII》と合流しようとした際に使用したコルヴェット。第三勢力時代の《グッド・ホープ》にあやかって名づけられた。
シンデレラ

惑星名クラス軽巡
《マルコ・ポーロ》と同時期に新たに開発された直径100メートルの球型搭載艇。パラトロン・バリア、1,000ギガトンのトランスフォーム砲3門を装備。ワリング・コンヴァーターを2基搭載し合計航続距離は200万光年、最大加速価は毎秒毎秒800キロメートル。乗員20名。その戦力はソラー級巡洋戦艦に匹敵する。第225巻。
CMP=1
CMPはクルーザー・マルコ・ポーロの略。
グッド・ホープII
大群禍を調査するため《マルコ・ポーロ》の搭載巡洋艦CMP=41にさまざまな物資や機材を詰め込んだ船。第三勢力時代の搭載艇《グッド・ホープ》にちなんで名づけられた。ライトニング＝ジェット12機、直径8メートルのミニ・スペース＝ジェット6機搭載。乗員60名。第250巻。
【乗員】
- 艦長 ： ペリー・ローダン
- 艦長代行・搭載艇部隊指揮官 ： アトラン
- 首席航法将校 ： センコ・アフラト
- 次席航法将校 ： メントロ・コスム
- 首席火器管制将校 ： トロナル・カソム
- 主機関スタンド担当 ： ジェフリー・アベル・ワリンジャー
- 探知部責任者 ： アラスカ・シェーデレーア
- 通信センター責任者 ： ジョーク・カスカル
- 各部補佐 ： ロード・ツヴィーブス
- フェルマー・ロイド
- ラス・ツバイ
- グッキー
- タクヴォリアン
- メルコシュ

#### 小型機・ロケット
HUSグライダー
HUSは高圧＝超重力の略。全長21メートル、最大幅10メートル、最高5メートル。流線型の胴体から45度で突き出した着陸脚4本。鎧を着た爬虫類を思わせるフォルムをしている。武装はインパルス砲、分子破壊砲を装備。重力中和装置は最大12Gまで対応し、テルコニット鋼で作られた外被は最低3,000気圧は耐えられる。第204巻。
McD=F2020
20世紀末に地球で開発された迎撃戦闘機。円盤状で直径18メートル。円盤状胴体の外側に2基の二重反転ローターをそなえ、垂直離着陸可能。核融合炉を持ち、航続距離はほぼ無限。上昇限度78キロメートル、最大速度マッハ8。定員6名。ハイパー機器を搭載していないため、ハイパー機器が使用不能な状況になっても運用可能。ゼロ時間デフォルメーターに搭載された。第218巻。
ヴァンガード
衛星コニアーズから惑星フィルマーの探査を目的として発射された有人ロケット。高さ120メートル。第一段は核分裂ベースの核化学エンジン、第二段、第三段は化学推進。三段目の先についているシャトルは化学性ロケットのほかに大気圏内用にラムジェットエンジンも搭載されている。4基の使い捨て固体燃料補助エンジンで45,000メートルまで上昇し、そこから第一段に点火する。離陸重量13,500トン。乗員はフラマン・パンタローネ、ネイマン・コルフ、リットン・アディス、ファオライン・ストラツェイの4名。第201巻。
ウラディスラフ・コスイギン号
東ブロックが金星に送り込んだ補給船団200隻の旗艦。ピヨトキン少将の座乗艦。通りかかった《スターダストII》と偶然衝突し、原子の雲と化した。第11巻。
オールドタイマー
型番F-913G。化学燃料ジェット機で、ハイパー機器や核融合炉が使用不能な状況に陥ったときのために、特別任務につくテラ艦に搭載されている。強い後退角のついた主翼の翼端にエンジンがついており、全長26メートル、最高速度マッハ3.2、航続距離13,400キロメートル、エンジン推力1基あたり18,500キログラム、垂直離着陸可能。定員5名。第106巻。
ガゼル
直径30メートルの円盤型小型艇。
グレイハウンド
《スターダスト》の姉妹船。月面で破壊されたアルコン船の残骸から使えるものを回収する目的で建造された。月着陸時に着地に失敗し、離陸不能になった。乗員はマイクル・フレイト中佐、コンラッド・デリングハウス中尉、ロッド・ニッセン大尉、ウィリアム・シェルドン少佐の4名。第4巻。
コンター・クラフト
エネルギー場で形成された船殻に一人座って移動する超小型船。宇宙空間の虚無感に耐えられなくなる乗員もいる。第97巻。
三座駆逐機
単座戦闘機を参考に開発された、全長30メートルの魚雷型。大射程の光線砲を持つ。超光速エンジンは搭載していない。第11巻。
シフト
反重力プロジェクターと無限軌道を持つ多目的車両。任務に応じて換装できる上部構造を持ち、それゆえシフトと呼ばれる。
スターダスト
人類初の月着陸ロケット。1971年6月19日3時にネヴァダ基地から打ち上げられ、月面に着陸する際にアルコン船によって電波誘導を妨害され、不時着した。乗員はペリー・ローダン少佐、レジナルド・ブル大尉、クラーク・G・フリッパー大尉、エリック・マノリ少尉の4名。全長91.6メートル（第一段36.5メートル、第二段24.7メートル、第三段30.4メートル）、離陸重量6,850トン、実用荷重64.2トン。第一段は化学燃料ロケットだが、第二段、三段は核化学ロケット。プルトニウム炉によって熱エネルギーを得、噴射媒体として液体水素を用いた。第1巻。
スターダストII号
《スターダスト》の姉妹船。地球を覆う反中性子場の効果で核化学エンジンが機能しないため、第二段に化学燃料ロケット《プルート＝D》タイプを追加。新型触媒水爆を搭載し、月面のアルコン船破壊に成功した。乗員はマイクル・フレイト中佐、ロッド・ニッセン中尉ほか2名の計4名。第2巻。
スペース＝ジェット
ガゼルの発展形。直径35メートルの円盤型小型艇。
モピー
ゼロ時間デフォルメーターに搭載したスペース＝ジェット。黄金の紡錘の影響で反重力装置が故障、爆発し、修理不能となった。第213巻。

単座戦闘機
金星基地で発見された6つの宇宙戦闘機が元になったモデル。紡錘状の胴体にデルタ翼をつけている。武装は機首に大型インパルス砲を装備、10分で光速に達する加速力を有し、トプシダーの戦艦を沈めるほどの力をもつ。バリアは貧弱であり、運動性でカバーする。超光速エンジンはない。局地防衛用や艦載機として多数配備された。第5巻。
トール級戦闘グライダー
スペース＝ジェットに似た円盤状の、惑星大気圏内とそのそばの宇宙空間用の戦闘グライダー。小出力インパルス・エンジン、500メガトン級のミニ・トランスフォーム砲、インパルス砲、分子破壊砲を各2門、HÜバリア、パラトロン・バリアを装備。第216巻。
プルート＝D型定期輸送ロケット
純粋な化学ロケット。アラン・D・マーカントが宇宙ステーションへ行くのに使った。第2巻。
モスキート＝ジェット
ギャラクシス級に搭載される複座戦闘機として開発された。HÜバリアと出力20ギガトンのトランスフォーム砲を装備。全長26メートル、最大直径4メートル、尾部は直径3メートル。機首が太く尾部が細い構造で、デルタ翼に垂直尾翼1つ。航続距離10万光年。
ライトニング＝ジェット
モスキートの発展形。パラトロン・バリア、100ギガトンのトランスフォーム砲を装備し、航続距離30万光年。
リスター＝BK
3433年当時の最新式大型反撥グライダー。最高時速700キロメートル。第211巻。
レンズ
複座の超小型船。

#### エクスプローラー船
戦闘任務に就かない科学調査艦。直径500メートル、800メートルなど数種類のクラスがある。
EX=777

EX=887=VRT
直径500メートルのロボット・エクスプローラー船。3440年6月4日にスタートし、銀河北頂域の恒星をカタログ登録するのが任務だった。アスポルコスのヘイドラク・コートを乗せてテラへ戻ってきた。志願した15名も乗船していたが、みな“苦悶の声”の影響で死亡。船長は実験コマンド少佐タルト・レボヴォ博士。第285巻。
EX=1068
重巡洋艦を改造した直径250メートルの船。消息を絶ったエクスプローラー船の調査のため小マゼラン星雲の偵察任務についていたが、こま状船に撃墜され、乗員は爆発性血液ペストで全員死亡した。船長はガン・デラブリン少佐。第192巻。
EX=2115

EX=2333
ソラー級巡洋戦艦の艦殻を利用して造られた。乗員1,000名。改造型オタマジャクシを搭載。3年間の探検飛行のあと立ち寄った惑星ロアノケでドランに破壊された。第176巻。
【乗員】
- 船長 ： ヴィヴィアー・ボンテイナー
- 副長 ： ジョン・サンダ
- 副長補 ： サヴィク・ローディン
- 首席宙航士 ： ドン・ギルバート
- 首席通信士 ： ジョイル・カントラーダ
- 探知担当将校 ： ベイリー・ヴァドカス
- 火器管制将校 ： ビル・ザウナル
- 次席宙航士 ： トム・パーソン
- 次席探知担当将校 ： ピート・レルヴィル
- 次席通信士 ： トニ・ウティルカム
- 砲手 ： ケン・スコット
- オームフ・アンバー

EX=3333
直径800メートル、乗員700名。事故死した前船長ノリス・Y・ガルタマに代わってヴィヴィアー・ボンテイナーが船長に就任。その後、惑星ハルトへの探検行に出発した。第186巻。
【乗員】
- 船長 ： ヴィヴィアー・ボンテイナー中佐
- 副長 ： ルヌ・マロー少佐
- 私的助手 ： ジョン・サンダ
- オームフ・アンバー

EX=3493
小マゼラン星雲を調査していたエクスプローラー船。艦長はシンド・ケシェット大佐。バラモと初めてコンタクトをつけたが、その後ヴィザリア星系にあらわれたこま状船に撃墜された。生き残りはターロック・マックナブ大尉とウェイミア・マシアーネ軍曹の二人のみ。第194巻。
EX=8003
戦艦《プロフェイラ》の指揮下につき、カハロ星域における輸送船《キタラ》の捜索に加わった。第113巻。
EX=8080
ハルゴール・セルルンドら5名の中枢ペスト患者がかつて乗っていた船。第111巻。
EX=8703
重武装の特殊タイプ。直径800メートル、1,000ギガトントランスフォーム砲12門、コルヴェット10隻搭載。最大加速価毎秒毎秒650キロメートル。乗員1,300名。救難信号を傍受し、《クレストV》を危機から救った。また、ハルト人に救援を要請する際にも使われた。第197巻。
【乗員】
- 船長 ： ヴィヴィアー・ボンテイナー大佐
- 副長 ： ジョン・サンダ
- 火器管制将校 ： ケン・スコット
- 探知部 ： パトリック・キャレイ
- 論理部 ： ダーナ・ノーフォーク
- 倉庫部 ： アンジェシュカ・ムーンストーン
- オームフ・アンバー

EX=17008
インディケーター

スピニング・ホイール
直径500メートルの新アインシュタイン帝国所属のエクスプローラー船。ジュリアン・ティフラーたちが惑星ワンダーファルグに植民したムサイたちの様子を調べに行くのに使用した。船長はセルガノフ少佐。第362巻。
フェラニア
エクスプローラー船団所属。アッカローリーとコンタクトをとろうと接近、周回軌道をブロックして停船させようとしたところ、バリアと接触して原子の雲と化した。第208巻。
【乗員】
- 船長 ： チェック少佐
- 副長 ： マウントハウス大尉
- 首席科学者 ： ガイゼラー博士
- 科学者 ： ガルデ教授

#### 民間船
アーチスト・クイーン
ダブリファ帝国最大の造船所で建造された、ノーマッド「GGGサーカス」の船。直径500メートルの司令球体に、全長400メートル、直径300メートルの転子状構造物がくっつき、それにまた長さ400メートル、広がった部分の直径800メートルの漏斗状構造物が続く。エンジンは転子状部分と漏斗状部分の接合部に配置される。着陸は垂直に行われ、漏斗状構造物を下に向けて接地、漏斗がつくる空洞部がそのままサーカスのアリーナとなる。公演中にはエンジンは遮蔽され、放射能の心配はない。司令球体には制御センター、乗員宿舎、一番大きいカジノがあり、転子状部分には動物宿舎、餌倉庫、芸人の装備、カジノ4つが収められている。第207巻。
アッティラ
ノーマッド船。ブルー族の領域に進入したとき、中央銀河ユニオンやテラ艦の追尾を受けた。第204巻。
アルダボン

アルページ
ティーパ・リオルダン率いる宙賊の船。ティーパのメッセージをもってスマラ星系に行く途中リバルド・コレッロの一味に破壊された。乗員で生き残ったのはブラディンほか2名。第202巻。
アンヘテス
惑星オリンプに着陸した旅客船。ジョーク・カスカルが利用した。船長はゴルトホルム。第218巻。
オーヴァラック
ジョーク・カスカルが発注した最新式重武装貨物船。直径80メートルの球型船で、プロスペクター船として必要な鉱物の探知・調査用の特殊装備付。お値段は3億9800万ソラー。第205巻。
【乗員】
- 船長 ： ジョーク・カスカル
- 副長 ： ダイロフ・ハイペルン
- 食料・倉庫管理担当 ： カレスカ・アサヤー
- 通信士 ： サルト・ライアン
- サイバネティカー ： ダグマル・オユタン
- 地質学者 ： テルイエッセン
- アンドレイ・オーガーマン
- ショー・アルファロ
- ディーター・コルヴィン

グリアトン
トレード・シティに着陸した民間旅客船。第202巻。
グローリー・オブ・マザー・アース
小型宇宙ヨット。武装なし、最大速度は半光速。トマト王レイモンド・ブランドナーが水星へ行くのに雇った。第212巻。
コンパート
インターツーリスト・ビューロー「コスモ飛行」所属のコルヴェット。太陽系艦隊とドラン部隊の戦闘を見物するツアーに使われた。船長はエリセーフ・ベボカンプ、ツアー引率者としてベト・アルヌルフィング博士が乗船していた。第194巻。
ジュノエスク
商船。オールド・マンのなるべく近くを飛ぶようアコン人に言われていた。第185巻。
シルヴァ・ダート
直径200メートルの商船。コーネラ・クライヴ有限会社所属。キュルウ星系でドランに破壊されていたのを《EX=2333》が発見した。第176巻。
ドーラ
全長20メートルに満たない小型船。もとプロスペクターのペレの船。ラルゴル・ベルスキンが譲り受け、冥王星へ避難するのに使用した。第215巻。
ドレッドフル
ティーパ・リオルダン率いる宙賊の旗艦。直径800メートルの球型艦。第202巻。
【乗員】
- 艦長 ： ティーパ・リオルダン
- 第一大臣 ： カワ・ダントロフ
- 第二大臣 ： サンダー・グレイ
- 船医 ： コイ・キヨミ博士
- 通信士 ： ロモン・モクソン

ハッピー・オールドタイム
民間用としては珍しい直径1,500メートルの大型船。10万人の難民を乗せ輸送中、ドランに撃墜された。第178巻。
フランシス・ドレーク
スターダスト級をベースにした武装商船。自由商人が改造したため、外見の直径は850メートルになっている。当時民間船で禁止されていたトランスフォーム砲を装備し、新式自動装填装置、半空間ソナーなど、ワリンジャー博士の開発した新開発機器を搭載していた。そのため、戦闘力はギャラクシス級並といわれた。1,000ギガトントランスフォーム砲10門、HÜバリアを装備。航続距離320万光年、最大加速価は毎秒毎秒700キロメートル。乗員900名。第150巻。
【乗員】
- 船長 ： ロワ・ダントン
- 副長 ： ラスト・ヒムス
- 航法士 ： ツシン・ランタ
- ダントンの親衛長 ： オロ・マスト

マリーマ
ジョーク・カスカルがかつて乗っていたプロスペクター船。本物は惑星アステラで爆散しており、タルブ＝レサーにあった残骸は贋物。第205巻。
リザード
スタートランプ社所有の遷移輸送船。直径80メートルの球型艦で、船長はサミュエル・グレイバウンド。密輸品を運ぶこともある。救難信号を受け、リニア・エンジン実験艦《ファンタジー》乗員の生き残りを収容した。第51巻。
ロッサ・オベラ
プロスペクター、グラチア氏族の船。直径80メートル。アッカローリーに破壊された。第204巻。
【乗員】
- 船長 ： デルボラヴ・デ・グラチア
- 航法士 ： フアン・メローネ＝グラチア
- 遠距離計測部首席 ： チェルフ・シドル
- コック ： トルメロ
- アキ・コムラ
- エルツァル
- エルレンマル
- ジャン・モラル＝グラチア
- プスロ・ラトナー
- ポルカ
- ムロック・エベネル＝グラチア
- ローディ

#### その他
ガニメード
全長840メートル、直径200メートルの転子状艦。1983年にスプリンガーの新型戦闘艦を奪取し、カモフラージュを兼ねて艦首部を60メートル延長（格納庫ブロックとして使用）するなど大改装を加えたもの。三座戦闘機27機、ガゼル2機搭載。遷移時の構造震動を隠蔽する構造補正機を搭載していた。最初のアルコン遠征に投入された。
【乗員】
- 艦長 ： マイケル・フレイト大佐
- ジュリアン・ティフラー少尉
- 火器管制 ： ブレートフース
- 通信士 ： マーチン大尉

ソル
星のメールストロームから銀河系へ帰還するために建造された、超長距離世代宇宙船。全長、直径ともに1,500メートルの転子状中央船体《ソル》の両端に直径2,500メートルの球型艦《ソルセル＝1》《ソルセル＝2》が合体し、全長6,500メートルの亜鈴型宇宙船を形成する。船体はインケロニウム＝テルコニット合金製で、融点は約10万℃。各ユニットともディメセクスタ・エンジンを搭載し単独で銀河間航行が可能であり、航続距離はほぼ無限。核融合反応を利用する従来のシュヴァルツシルト反応炉のかわりに正反物質反応を利用するニューグ＝シュヴァルツシルト反応炉を搭載し、桁違いのエネルギー・キャパシティを有する。中央船体にはハイパーインポトロニクスのセネカが搭載されており、艦内のあらゆる設備を制御・統括する。3540年、アフィリカーが支配した地球から、ローダンたち免疫保持者を追放するのに使われた。《ソルセル＝2》単体のスペックとして、最大加速価毎秒毎秒730キロメートル、反応炉出力合計9兆6,000億メガワット（緊急時には最大45秒間2倍の出力が可能）、TNT換算6,000ギガトン相当のトランスフォーム砲など。第350巻。
艦隊テンダー
艦船の補給や補修、曳航などを担当する艦種。
ディノサウルス級
ウルトラ戦艦の整備も可能な補給/工作艦。直径2,000メートル、厚さ400メートルのプラットホームと、その端に付属する直径750メートルの球形制御区画で構成される。コルヴェットを搭載。
ディノ3

ディノ69
太陽調査船《サン・ドラゴン》を太陽近傍まで輸送する任務についた。艦長はアーバイン・スライファー少佐。第207巻。
ディノ386

その他
BA-F333

T=35

オールド・ジェス

メブレコ
スーパー・クラスに属するディノ・テンダー。直径3,000メートルのプラットフォームつき。故郷銀河を見つける任務を帯び、光学観測機器SPARTACをプラットフォームに搭載していた。300万光年の航続距離を持つワリング・コンヴァーターを6基、予備としてさらに12基を搭載。都市名クラス軽巡5隻、コルヴェット20隻を搭載。武装としてトランスフォーム砲20門、インパルス砲と分子破壊砲各40門。2万人が乗船していた。第349巻。
【乗員】
- 艦長 ： ダンツィエン・ゲルメル大佐
- 副長 ： ペルプト・パップ
- 首席天文学者 ： ジェッサー・カンショ
- 天文学者兼宇宙心理学者 ： ケルギジン・ヴァスノチュ
- エンジニア ： エホウヴゼツ・シュナイダー
- 船医 ： アシュミル・ホリンドリー博士
- 生物学者 ： アクシェク・メイロション
- ゲルン・ボウォツキー軍曹

実験コマンド艦隊
太陽系秘密情報局が統括。秘密工作や先進技術の試験に従事。
アマルド

アルノ・カルプ
《ロリン》の姉妹艦。酸欠のアクトロン・ムスポエルンを載せ、他のアッカローリーとコンタクトをつけた際に使用された。第208巻。
- 船長 ： ライゲン・タイプラー中佐
- 航法将校 ： ルードルフ少尉
- 航法将校 ： ラゴーナ候補生
- マイゼンクラットラー候補生

アリマン
アラン・D・マーカントを《クレストV》に輸送した。195巻。
ヴィクトリー

オラト
最新インポトロニクス「シグマ3」を搭載したポジトロニクス船。艦長はツェンロ・ハグレフス大佐。第195巻。
キャロル・D

サン・ドラゴン
太陽調査船。インペリウム級超弩級戦艦の艦殻を土台とし、超光速エンジン、大倉庫、搭載艇格納庫を省き、超大型の高圧触媒プラズマ反応炉を18基搭載した。最大加速価毎秒毎秒800キロメートル。2重のHÜバリア、パラトロン・バリア、上極部に4,000ギガトン級トランスフォーム砲1門を装備。第207巻。
【乗員】
- 船長 ： ゲルツァ・ハーメゼナー中佐
- 航法長 ： フラン・シャベル
- 首席医師 ： キルンフェルト博士
- ジェフリー・アベル・ワリンジャー教授
- フロイド・ユソフ教授
- メン＝チェ博士
- ロード・ツヴィーブス
- アクトロン・ムスポエルン
- ロビフヴォス

サン・ドラゴンII
《サン・ドラゴン》の姉妹艦。
ジョアン

ブランダー
太陽調査船。直径800メートル。TNT換算4,000ギガトンの核融合爆弾1万発を積んで太陽衛星に接近し、破壊を試みる作戦に動員された。船長はキース・ホレンダー少佐。第212巻
マリーT

レビノ
いかなる文書も偽造する各種装置と専門家を乗せている。第209巻。
ロリン
ソラー級巡洋戦艦にインケロニウムのコーティングを施した船。アッカローリーとのコンタクトに使用された。第206巻。
【乗員】
- 船長 ： ナイエン・デンゴル・カサラ
- 航法士 ： シャミル
- 首席宇宙心理学者 ： メン＝チェ博士
- キャヴェンディッシュ軍曹

アンドロテスト級多段宇宙船
24世紀末から25世紀初頭にかけて三隻建造された島宇宙間航行用実験艦。4段式で、各段は直径・全長とも300メートルの円筒形をしており、1段あたりの航続距離は25万光年である。着陸するときは垂直に着陸する。乗員50名。第105巻。

輸送艦
アコルス
【乗員】
- 艦長 ： フレッド・ハイディンガー少佐
- ジェイ・フェンウィック
- レスター・ピッツ

キタラ
惑星オッポジットとカハロの間の補給艦。直径80メートル、最大加速4万G、乗員12名。セルルンドたちのデュプロをオッポジットへ輸送するために使われた。船は彼らに乗っ取られ、乗員はみな殺された。第112巻。
【乗員】
- 艦長 ： チャレンジャー
- 機関員 ： ビング・ハルガン

マタマロス
ロード・ツヴィーブスをオリンプからタフンへ運ぶ任務についた輸送船。第207巻。

偽装艦
情報局などが作戦に使用。
アナスタシア
中古のスプリンガー船。
【乗員】
- 船長 ： ロベルト・ジュリアーノ大尉
- ロン・ランドリー少佐
- ラリー・ランダル大尉
- ミーチ・ハニガン軍曹
- ロフティ・パターソン

カニス・ヴェナティチ
ボロボロの偽装自由商人船。船名は“猟犬”という意味。直径100メートル、スペース＝ジェット1隻と直径30メートルの小型搭載艇をつんでいる。乗員は全員サイコ・ミミクリーという特殊能力を持つ。これはいかなるテストもごまかせる完璧な偽装。惑星アステラへ工作員ノーマン・ヨーダーを運んできた。船長はジル・デラテッレ、搭載艇パイロットはアイエド。第203巻。
クラモルト
自由商人船に偽装した艦。アトランと、コナン＝タプ援助用の物資を惑星ノスモまで輸送した。第200巻。
スルウイン
近代アコン船を模した偽装艦。ジュリアン・ティフラーがアコン人に変装してアコンを訪問する際に利用した。第362巻。
リゴル・モルティス
偽装商船。ジャック・オムブリラを惑星コペルニクスまで運んできた。第206巻。

シガ星艦隊
シガ星人が身長20センチメートル程と非常に小さいことから、艦艇も非常にコンパクトなサイズとなっている。
ナマノ
直径30メートルの巡洋戦艦。
ルヴィノ
ボンデッド級重巡洋艦。

タイプ不明艦
オムスク
第420戦隊所属。艦長はガーデナー・ダシオン少佐、副長はバルソン少尉。第210巻。
カンディッシュ
ケキレ星系艦隊の旗艦。艦隊司令長官ブラン・フェルンドレン大佐の座乗艦。第210巻。
ステルヴァンゲル
2909年当時の中継船。エルン・コッテナ博士の救難信号を《クレストXII》にまわした。第204巻。
タオ
コンテナ街道開通式典のあと、ブルとローダンが乗ってどこかへ移動するのに使われた。第202巻。
ドラグネット
《ドレッドフル》を追跡していた50隻の旗艦。トッテン・アロン艦長。第202巻。
ハイデルベルク
惑星プレクールの任務を中断したアラスカ・シェーデレーアを地球へ運んだ艦。第210巻。
バヒア
ツイン星系に進出した太陽系艦隊8,000隻のうちの一隻。第109巻。
プラウド・マリー
ローダンの影武者ロボットが惑星ドライ・ゲアからの移動に用いた船。第218巻。
マピラモス
USOの超弩級戦艦。艦長の戦死後、メントロ・コスムが臨時に操縦した。第225巻。
レッドホース
ハイラム・カサンディ提督の指揮する第67戦略艦隊旗艦。第202巻。
ローマ
アッカローリー船3隻に包囲された艦。危害は加えられなかった。第208巻。

### テラナー以外の艦船
SVE艦
ラール人の宇宙船。船体が純粋エネルギーで構成され、決まった形がない。内部レイアウトも自由に変更可能。
アコン艦
両極のつぶれた球形船。
アルコン艦
艦の形はテラナーと全く同じ。1万年前から設計思想が全く変わらない。
トソマ
2040年10月に当時の太陽系艦隊旗艦ドルスス上でアトランが語った、その時から約1万年前のアルコン帝国から過去の太陽系に派遣された艦隊旗艦。直径800メートルのアルコンの言うところのインペリウム級戦艦（テラではスターダスト級に分類される）でメタン戦争当時の最新艦。第30巻。
ロバン
ロボット摂政時代に作られた直径500メートルの遷移艦。2430年代のテラ艦よりエンジン・リングがずっと太い。ドン・レッドホース大佐率いるコマンドが、アセル・キンを回収するために海王星へ潜入する任務に使用された。第167巻。

カピン艦
卵型。最大のものは全長3,000メートル、最大直径1,500メートルに達する。主兵装は起爆ドップラー砲。
こま状船
円錐をさかさまにした形状で、船首のたいらな部分に艦船を係留できる。にせグラドが使用。パラトロン・バリアとインターヴァル砲を装備。
スプリンガー船
転子状船。
オブスコン・ア・アンジャアル
マイルパンサーの旗艦。全長2,500メートル。第362巻。
カム5
長さ200メートルの転子状船。乗員200名。惑星ホヌルから細胞活性装置のシグナルを受信し、軽巡《ヌシス》乗員と争奪戦を繰り広げた。族長はゴル・カメル。第76巻。
カルヤプ
全長400メートル、直径70メートルの転子状船。バラッサのスプリンガーの方言で“美”を意味する。バラッサのウシュコール氏族の振りをして秘密会議に潜入するために超重族が用意した偽装艦。艦長はアイナク。第362巻。
コルツ66
カハロ星域を航行中、輸送船《キタラ》の罠にかかり爆散した。探知されず軌道を変更できるように化学燃料エンジンも搭載していた。族長はコルチン。乗員55名。第113巻。
ドルバ
ドルバンタンク族長の船。船首から船尾にかけて黄金色の装飾縞模様が施してある。第363巻。

テフローダー艦
テラ艦とそっくりだが、最大でも直径1,800メートル。コンヴァーター砲に耐える赤い半空間フィールドと対極砲を装備。
デュイント艦
涙滴型。
ドラン
二次制約者と一体化したレトルト生体宇宙船。パラトロン・バリアとインターヴァル砲を装備。
ドルーフ艦
転子状。全長に対して直径が小さく、かなり細長い。
ドゥムフリー艦
転子状で、漏斗状の船尾にエンジン類を集中装備。最大で全長3,000メートル、直径500メートル。主兵装は粉砕エネルギー砲。銀河系に遠征してきた際は、生命ストッパーも装備していた。
ハルト船
直径130メートルの球形船。赤道環はなく、エンジンは下極部に配置されている。インターヴァル砲とパラトロン・バリアを装備。レムール帝国と戦争をしていたころは、直径1,000メートルを超える大型艦も使用していた。
ファンタン船
紡錘形。アルコンの搭載艇の武器で破壊できるレベル。
フラグメント船
ポスビが用いる。さいころ状の本体に破片のような構造物が多数とりつけられ、形が不規則になっている。必要性があってのことではなく、ポスビの美意識による形状である。テラナーの要請により表面が平らな船もある。相対バリアとトランスフォーム砲を装備。相対バリアが使用不能になってからは、テラナーと同様のバリアを装備している。
BOX=8323
2400年当時の最新艦。一辺2キロメートル。《クレストII》を支援するために補給物資とポスビロボット2,000体、メルバル・カソム、ゲッコ、ラインハルト・アンフィヒト、ウリウ・セングを積んで恒星転送機をくぐった。特殊船《シグナル》も搭載し、これによって転送された先をブリーたちに知らせた。《クレストII》と合流したあと、ツイン星系に現れた鉛筆型宇宙船と交戦し、撃沈された。第101巻。
BOX=9780 BOX=9781
《クレストII》を支援するために補給物資を満載し、《アンドロテストI》と共に恒星転送機をくぐった。航続距離40万光年。双方とも惑星ホラーのステーションに攻撃されて撃沈。第105巻。
BOX=13111一辺が3,000メートルのさいころ状補給艦。表面は発着できるようになめらかになっている。ウルトラ戦艦30隻に5年にわたり代替部品を補給できる能力を持つ。《クレストIV》がM-87から自力で帰還できるように30基のウルトラ戦艦用コンパクト・カルプを積み、M-87へと送り込まれた。事故で自身のカルプを損傷し1,200万光年分の航続距離を失い、補給ポイントまで同行不能になったため、この計画は頓挫した。第178巻。
BOX=23114ポスビの補給船団の一隻。惑星ザーレムからホガルタンを積み込み太陽系へ行く途中、アッカローリーに接触され爆発。第201巻。
BOX=86104
一辺約100メートルの小型船。航法システムの修理のため衛星タイタンに着陸し、そのさいポスビ司令がヴァスカロにペドトランスファーされ、逃走に利用された。第249巻。

ブルー艦
円盤形。当初はモルケックス装甲に頼った設計で、防御バリアが貧弱。のちにスプリンガーやアコン人の武器供給を受け、スプリンガー船並の戦闘力を有するようになった。
マークス艦
転子状艦。最大のものは長さ2,500メートル、直径500メートル。武装はグリーンのバリアとコンヴァーター砲。のちにテフローダーから対極砲を入手し、改良して使用するようになった。改良型対極砲はトランスフォーム砲にきわめて近い性能を有している。
洋梨船
グラドなどが用いる。遷移エンジンを装備し、2400年代のテラナーからみると旧式。
レムール艦
テラ艦にそっくりの形。大きさは最大でも1,800メートル。対極砲、KNKなどを装備。
ファラオ球型で赤道環はなく、主エンジンを船体下部三分の一に装備して鋼のスカートで覆った特殊な形の艦。直径350メートル、スカート下部の直径も350メートル。スカートは着陸脚の代わりもつとめる。最大加速価は毎秒毎秒680キロメートル、武装としてKNKを装備。第360巻。
アルゴン
紀元前51,988年のレムール人の飛行船。全長130メートル、胴体直径26メートル。葉巻ににた形で、前後が半球状、船尾に方向舵が4枚。気体にはヘリウムガスを利用。高圧蒸気で1800馬力を出し、4枚翼のプロペラ2基を回転させて推進する。飛行速度は時速135キロメートル。石炭の燃焼装置をローダンたちが持ってきた核燃焼炉に置きかえ、黄金の紡錘を破壊する作戦に使用された。飛行船司令はカタロ・オソノトン。第214巻。
モノサティス
紀元前51,988年のレムール人の河川装甲船。蒸気船で、積載量850トン、航行速度は時速26キロメートル。石炭の燃焼装置をローダンたちが持ってきた核燃焼炉に置きかえ、黄金の紡錘を破壊する作戦に使用された。第214巻。

## 要塞
オールド・マン
過去界に置き去りにされた《ディノ3》の乗員が設計した超光速飛行可能な宇宙要塞基地。直径200キロメートルのキャリアドームと呼ばれる半球型本体と、縦横50キロメートル、厚さ10キロメートルの分離航行可能なプラットフォーム12基で構成される。ギャラクシス級超弩級戦艦15,080隻を搭載し、プラットフォームはコントラフィールド砲を装備していた。ドランの大部隊に破壊された。第150巻。
トランスミフォルム・システム
太陽系外縁防御要塞群。無人の武装ステーション数万からなる。トランスフォーム砲を配備。旧式化していたため、ローリン計画発動の際にすべて破棄された。
鋼の要塞
基地のエンジニアの城。エネルギーステーション・軍港・前哨基地を兼ねる。超光速飛行可能。
マークス要塞
全長200キロメートル、直径50キロメートルのシリンダー型本体から長さ50キロメートルのスポーク状の構造物が8本のび、1本1本に直径2キロメートルの球形の武装プラットフォームが10個つく。内部ではマークスが暮らしている。超光速飛行可能。

## 搭載兵器

### 火砲
KNK
定常亀裂ニードル・ポイント砲の略。超光速で目標に向かって五次元チューブ・フィールドを作り出し、そこへ次元変換された熱線を発射する。熱放射は拡散されることなく目標に到達し、全エネルギーが叩きつけられる。また、五次元チューブ・フィールドは敵の防御バリアを弱める効果もある。古レムールの宇宙船に装備されていた。第360巻。
インターヴァル砲
五次元衝撃波で対象を粉砕する。トランスフォーム砲などと比べると射程が短い。
インパルス砲
粒子線を亜光速で発射。
起爆ビーム砲
あらゆる核ベースの機器を爆発させる力場を発生させる。カピンの兵器。
起爆ドップラー砲
起爆ビーム砲の強力版。効果が輻輳するためそう名づけられた。
コンヴァーター砲
敵を五次元ベースの不安定な凝集フィールド範囲内に包む。凝集フィールドが存在している間は何も起こらないが、フィールドを消すと同時に内部の物体も消滅する。このプロセスは10万分の1秒以内に行われる。ワンダラーの“それ”がアトランに設計図を与えた兵器で、アルコン帝国はこれによってマークスとの戦争に勝利した。その1万年のち、テラナーが遭遇したマークスたちもこの兵器を保有していた。
対極砲
トランスフォーム砲に近いが、照準・操作がトランスフォーム砲にくらべて煩雑。
トランスフォーム砲
核爆弾を敵艦内に五次元転送する。ポスビの技術。
粉砕エネルギー砲
インターヴァル砲に近い。
分子破壊砲
分子間結合力をなくして対象をガス化する。
麻痺砲
対象の生命体を麻痺させる。
フィクティヴ転送機
“それ”からローダンに提供された。あくまで『転送機』であり、『火砲』としての利用は製作者の想定外と思われる。

### バリア
HÜバリア
高エネルギー重層バリアの略。マークスのグリーンのバリアを改良した半空間フィールドで、五次元性でテレポーターも通過不能。第125巻。
赤い半空間フィールド
テフローダーの持つ、コンヴァーター砲に耐性を持つバリア。
相対バリア
ポスビが持っていた一種の時間フィールド。バリア内部を相対未来に送り込む。ポスビの憎悪回路が破壊されてからは使用不能になった。
グリーンのバリア
マークスのもつ強固なバリア。HÜバリアはこれを参考に開発された。
ダッカル防御バリア
六次元性バリア。オリンプ近傍にあったタケル帝国のペドパイラーが装備していたものは太陽系帝国の超弩級戦艦4,500隻を含む5,000隻の総攻撃に不安定になりつつも耐えたが、コレッロのテレプシマット能力は防げなかった。
パラトロン・バリア
次元空間の亀裂から砲撃を超空間にそらす。
ブルーのバリア
アコン人のもつバリア。星系全体を覆い、リニア駆動の船以外は突破できなかった。
マルチ次元バリア
ルナの大インポトロニクス、ネーサンを守るためのバリア。インターヴァル砲にも十分耐える構造を持つ。
やわらかいバリア
大群をつつむバリア。トランスフォーム砲の斉射でも崩壊せず、突破するにはセクスタゴニウム爆弾が必要だった。

### 爆弾
H2O2爆弾
ブルー族の装甲モルケックスを破る。
アルコン爆弾
原子番号10以上の元素で核反応を起こす。これにより発生した核火災は消せないので、惑星を丸ごと破壊するのに用いられる
重力爆弾
通常物質を分解し、空間構造のゆがみから吹き飛ばしてしまう光速螺旋フィールドを内部に保持している爆弾。開放すると螺旋フィールドが光速で敵に襲いかかり、時空連続体から吹き飛ばしてしまう。第5巻。
セクスタゴニウム爆弾
ノヴァ爆弾
中枢部の設計者たちの正規軍がもつ、太陽を数分でノヴァ化させる爆弾。第179巻。
ハイパーエコー爆弾
転送機の転送インパルスを隠蔽するために使われた。第203巻。
ハイパー音響爆弾
だんだんと強くなるインパルスがまず有機細胞組織を、ついで既知のいかなる物質をも徹底的に破壊する。範囲は限定されており、持続時間は30分。第203巻。
パニック爆弾
周囲の人間がパニック状態に陥る。第202巻。
六次元リゾネーター音響爆弾
略称SRS爆弾。六次元平面で強力なショック波を出す。カピンの兵器。第219巻。

## 戦闘ロボット
TARA=III=Uh型 超重戦闘ロボット
高さ2.5メートルの円錐形の上端に頭部のようなでっぱりがある。インケロニウム＝テルコニット合金製で薄いピンク色。HÜバリアないしパラトロン・バリアを張れる。武器アームが4本ついており、武装はインパルス砲、分子破壊砲、TNT100メガトン相当のトランスフォーム砲など。エアクッションもしくは反撥フィールドを下部に作ることによって移動する。第212巻。
パラディン
シガ星人6名で構成されるサンダーボルト・チームによって運用される有人型ロボット。外見はハルト人そっくりだがやや大柄で、体高4メートル、肩幅2.9メートル。アーム部などにインパルス砲や戦斧などを装備。サート・フードを用い、思考インパルスで操縦することによってすばやい動きが可能となった。2400年代に登場したパラディンIはSAC鋼で作られていたが、3400年代に活躍したパラディンIII、IVは特殊圧縮加工を施したインケロニウム合金製となり、その他装備も相応に強化されている。3500年代にはパラディンVIが登場した。
サンダーボルト・チームはメインパイロットのハール・デフィン以下、アモス・リーゲラー、ミルス・ティン、ドロフ・レキテン、クール・アラカン、ダート・ヒュロスの6名。シガ星人は長命なため、3500年代でも同じメンバーが運用している。第175巻。

## 銃
インターヴァル銃
インターヴァル砲と原理は同じ。
インパルス銃

高圧銃
細い麻痺ニードルを発射する。宇宙服に撃っても自動修復できる程度の小さい穴があくだけなので窒息したりはしない。第202巻。
コンビ銃
対アンティ用の銃。ビームと実体弾が同時に弾着するように発射される。単に複数の機能を有する銃をこう呼ぶ場合もある。
消滅ブラスター
命中すると脳と肉体とのコンタクトが切れ、思考は正常に出来るものの身動きができなくなる。麻痺銃の一種といえるが、バリアに命中するとバリアを転極し、それ自体が第二の消滅ブラスターとなるのでバリアで防ぐことが出来ないのが特徴。ラクーンが装備していた。第272巻。
ショックブラスター

ディメトランス銃
ディモ射手が持つ銃。小規模の構造亀裂をおこし、敵をハイパー空間に送り込む。第167巻。
麻痺銃

熱線砲(Thermostrahler)
高温の熱線を放射する武器、レーザー光線や火炎放射器とは異なる。
627話に中重熱線銃が登場、659話に艦載砲として重テラ式熱線砲が登場している。

## 細菌兵器
爆発性血液ペスト
体が膨れ上がり、動脈が裂けて死に至る。
忘却爆弾
一時的に記憶喪失になる。副作用はない。
膨張病
細胞が異常に増殖して死に至る。

## その他の兵器
ATGフィールド
アンティテンポラル干満フィールドの略。対象物を数分の一秒〜数分の相対未来に送り込んで護る。
FpF装置
FpFは“異エネルギー方位探知と周波数修正”の略。トランスフォーム砲の転送ビーム周波数を調整することによってバリアを抜けてギガ爆弾を撃ち込めるようにする。ワリンジャーが対ドラン戦のために開発。
INV増幅装置
分子破壊砲の威力を最大12倍に高める装置。
KPLプロジェクター
KPLとは「コンスタントなパラ結合の不安定化」の略。SVE艦が上位空間からエネルギーを吸収するビームを打ち消す装置。SVE艦はエネルギー供給がなくなり弱体化する。
SMK装置
アコン人と密約を結んだ二次制約者が提供した、太陽をノヴァ化する装置。
STOG酸
強力な酸で、ほぼあらゆるものを溶かす。
TMPフィールド
島の王たちが所有する転送機の一種。受け入れ機構がなくても物質を送り込めるが、実体化に衝撃が伴うため人間や爆弾は転送不能。極小の戦闘ロボットを艦内に転送することによって攻撃手段としていた。
VCS
カピンのもつ高活性大脳有害物質。ミサイル30基の弾頭に積める量で1惑星の全生物を絶滅させる威力を持つ。第361巻。
宇宙空雷
TNT換算500ギガトンの核爆弾を装備した亜光速ミサイル。対ポスビ戦に投入された。
エネルギー・スフィーア
生体プラズマを原料にして作られた惑星破壊兵器。島の王に脅され、バール・ルンが製造していた。
エモシオ放射線
対象を痴呆化させる。
構造亀裂
パラトロン・バリアを作っている構造。
コントラフィールド砲
パラトロン・バリアを除去する機能がある。それ自体は破壊力はない。第188巻。
時間フィールド・デストロイヤー
ダブリファ帝国の開発した、ATGフィールドを破壊する装置。使用する前に太陽系が現実時間に復帰したため、実際に有効だったかは不明。第225巻。
時間モデュレーター
ATGフィールド内の対象を振り子のように動かして、相対未来の中で往復させる。
焦点放射機
途中にある物質を損なわずに、目標点のみ破壊効果が現れる機械。第2巻。
精神干渉装置
他の生命体に意思を押し付けられる。第1巻。
生命ストッパー
生物の老化速度を数億倍に高め、敵兵を塵にする。無機物には効果がない。中枢部の設計者やオケフェノケースが使用した。
セプル・プロジェクター
テフローダーの地下組織スポクタラが開発していた対マークス兵器。セプルヴェダと呼ばれる蟹に似た生物は超心理放射能力があり、多数集まると数百キロメートル以内のマークスをヒュプノ影響下においてしまう。この現象をメカ的に再現し、射程を伸ばしたもの。第188巻。
即効性恐怖ガス
微量でも逃げ出したいという抑えがたい欲求を生む。第203巻。
対物質化フィールド
トランスフォーム砲によって転送された爆弾の実体化を防ぎ無力化する。
ノンヴィリンS
強力な神経ガス。第202巻。
ハイパーインメストロン
恒星内部に反物質を生成しノヴァ化させる。
ハイパー・エネルギー性スパイラル・ビーム
ハルト船の保有する対パラトロン・バリア兵器。パラトロン・バリアにあたったとたんに球状凝集体となり、負荷のかかったバリアは崩壊、消滅する。ドランとの戦いで使用された。
フラグメント兵器
いくつかの破片がある一定の距離に集まると、合体して爆弾となる。
ホシュトラ・パラバルブ
SVE艦が上位空間からエネルギーを吸収するビームを横取りする装置。SVE艦はエネルギー供給がなくなり弱体化する。ホシュトラ博士の発明。実戦投入後すぐ対抗策をとられ無効化された。
粒子放射機
エネルギー粒子を放出し、ポジトロン機器の機能を奪う。
レッドアイ-M-X1
ミニロケット弾を発射する携行兵器。